# 西大條覚
西大條 覚（にしおおえだ さとる、1880年（明治13年）- 没年不詳）は、日本の水道技師、都市計画家。工学博士。

## 来歴
宮城県士族（仙台藩家臣）西大條規の長男として生まれる。
1905年(明治38年)、東京帝国大学工科大学土木工学科卒業。卒業後東京市に入り同市技手、同技師を歴任。水道課、水道浄水場などに勤務した後、1913年(大正2年)から1年間、水道施設の調査と実況視察のため欧米各国へ出張した。
1918年に臨時水道拡張課長。その後、内務省都市計画地方委員会および都市計画中央委員会に移籍。内務技師と、後宮内省兼任。内務技師兼宮内技師並びに鉄道省鉄道技師兼任。
その後内務省都市計画第一技術課長などを歴任。1925年には本官および兼官を辞し、宮内省内匠寮、内務省都市計画課の嘱託。ほか1928年(昭和3年)まで、東京府荒玉水道町村組合技師長を務め、中島鋭治死後の野方配水塔の完成など、同組合の水道施設施工などに尽力。その後は水道関連施設の技術顧問として、各地の技術指導に当たる。半田、岐阜、岡崎、豊橋、など愛知県や栃木県各地と、山梨県甲府の各市をはじめ、玉川水道会社、大船田園都市株式会社、さらには南洋庁の都市計画と水道施設などにも関わったという。

## 著作
- 鋼管座談會 / エンジニアー. 9(4) (都市工学社, 1930-04)
- 水道の水量問題座談會 / エンジニアー. 9(11) (都市工学社, 1930-11)
- エタニツトパイプ座談會 / エンジニアー. 12(12) (都市工学社, 1933-12)
- （二）水道と防火 内務省技師 西大條覺氏 / 上水協議会議事録. 第２１回 上水協議会 編 (上水協議会, 1926)
- 西大條覺氏還の賀莚 / 水道. 15(5月號)(165) (水道社, 1940-05)
- 都市計画講習録全集. 第1巻 都市計画と自治の精神（後藤新平 都市研究会 編 (都市研究会, 1922)
- 都市計画講習録全集. 第2巻 都市計画と経済（阪谷芳郎） 都 都市研究会 編 (都市研究会, 1922)
- 東京市と音樂敎育 / 都市公論. 5(7) 都市研究会 [編] (都市研究会, 1922-07)
- 荒玉水道配水塔鋼板電弧鎔接要 / 土木建築工事画報. 7(3)(73) 工事画報社 [編][他] (工事画報社, 1931-03)
- 水道界十年の發達 / 土木建築工事画報. 9(6)(100) 工事画報社 [編][他] (工事画報社, 1933-06)